# Christen Press
Christen Annemarie Press (Los Angeles, 29 de dezembro de 1988) é uma futebolista estadunidense que atua como atacante.

## Carreira
Depois de se formar na Universidade de Stanford Christen passou a jogar no MagicJack pela WPS (Liga profisional de futebol feminino) mas depois da liga falir em 2012 Press se mudou pra Suécia, onde jogou pelo Kopparbergs/Göteborg FC, e Tyresö FF. Enquanto estava na Suécia ela foi nomeada a melhor novata do ano e em 2013 Press foi a artilheira no Damallsvenskan (Campeonato sueco de futebol feminino) com 23 gols, e se tornou a primeira americana a receber o Golden Boot award. Atualmente atua como atacante do Racing Louisville FC que faz parte da Liga nacional de futebol feminino (NWSL) e joga pela seleção feminina de futebol dos Estados Unidos (USWNT).